# Joseph Johann Littrow
Pour les articles homonymes, voir Littrow.
Joseph Johann von Littrow, né le 13 mars 1781 à Horšovský Týn et mort le 30 novembre 1840 à Vienne est un astronome autrichien. Il a été anobli en 1837.
En 1819, il a été nommé directeur de l'observatoire de Vienne et l'est resté jusqu'à sa mort. Il a créé l'unique projection rétroazimutale conforme, qui porte désormais son nom : la projection de Littrow.
Un cratère de la Lune porte son nom : Littrow.